# لاري كانون (كرة سلة)
لاري كانون (بالإنجليزية: Larry Cannon)‏ مواليد 12 أبريل 1947 في فيلادلفيا، هو لاعب كرة سلة أمريكي معتزل. بدأ مسيرته الاحترافية في سنة 1969. اختير من قبل فريق شيكاغو بولز خلال الدرافت. بلغ طوله 6 قدم 5 بوصة (2.0 م). اعتزل اللعب في 1977. أحرز خلال مسيرته في الإن بي إيه 3545 نقطة بمعدل 16.6 نقطة في المباراة الواحدة.

## المسيرة الاحترافية
لعب مع دنفر ناغتس في موسم 1970–71 ، ثم لعب مع إنديانا بايسرز من سنة 1971 إلى 1974، ثم لعب مع فيلادلفيا سفنتي سيكسرز في سنة 1974.

## روابط خارجية
- لاري كانون على موقع إن بي أي (الإنجليزية)
- لاري كانون على موقع سبورتس رفرنس (الإنجليزية)
- لاري كانون على موقع كلية كرة السلة في سبورتس رفرنس.كوم (الإنجليزية)
- لاري كانون على موقع ريلجم (الإنجليزية)
- لاري كانون على موقع بروبوليرز (الإنجليزية)